# 胡載道
胡載道（1545年—？），字文甫，號葵菴，萬全都司籍，山西太原府忻州人，明朝政治人物。

## 生平
隆慶元年（1567年）順天府鄉試第二名，萬曆五年（1577年）丁丑科會試第二百九十七名，登三甲第一百三十二名進士。官户部主事。

## 家族
曾祖胡清；祖父胡瑄；父胡鏜。母王氏；繼母劉氏。永感下。弟载旆、载信。
娶常氏，继娶朱氏（1533年-1607年），封安人。